# Marilyn Manson
Marilyn Manson — американская рок-группа, основанная Мэрилином Мэнсоном и Дэйзи Берковицем в городе Форт-Лодердейл (штат Флорида) в 1989 году.
Изначально существовавшая под названием Marilyn Manson & the Spooky Kids, группа в первые годы получила локальную известность благодаря театрализованным концертным выступлениям; в 1993 году Marilyn Manson стала первой группой, подписавшей контракт с лейблом Nothing Records, основанным фронтменом проекта Nine Inch Nails Трентом Резнором. До 1996 года псевдоним каждого участника коллектива составлялся путём сложения имён секс-символов с одной стороны и фамилий знаменитых преступников — с другой; таким образом, в частности, были составлены название самой группы и псевдоним её фронтмена.
Состав коллектива, за исключением самого Мэнсона, очень часто менялся.
За всё своё творчество группа издала 12 студийных альбомов, 2 EP, 1 концертный альбом и 1 сборник хитов. Среди них 4 альбома группы были удостоены звания мультиплатинового, 5 золотых альбомов, 1 золотой сборник, 1 золотой видеоальбом и 7 альбомов группы попали в Топ 10, включая два, достигших первого места в чартах. Всего было продано около 50 миллионов пластинок во всём мире.
Канал VH1 поставили Marilyn Manson на 78 место лучших рок-групп в рейтинге «100 Greatest Artists of Hard Rock».

## История группы

### Формирование группы. The Spooky Kids (1989—1992)
В 1989 году Брайан Уорнер учился по специальности «журналистикa» в колледже Броуарда, набирая опыт написанием статей для журнала 25th Parallel. Примерно в это время он знакомится с несколькими исполнителями, с которыми позже стали сравнивать его собственную группу, в том числе My Life with the Thrill Kill Kult и Nine Inch Nails. В декабре он познакомился с гитаристом Скоттом Путески; последний, ознакомившись со стихами, написанными Уорнером, предложил собрать им обоим группу. Уорнер, Путески и басист Брайан Тютюник записали свою первую демо-кассету под названием Marilyn Manson & the Spooky Kids в 1990 году, взяв сценические имена: Мэрилин Мэнсон, Дэйзи Берковиц и Оливия Ньютон Банди соответственно. Банди вскоре покинул группу, и его заменил Брэд Стюарт, взявший псевдоним Гиджет Гейн. Позднее к ним присоединился Стивен Биер, принявший псевдоним Мадонна Уэйн Гейси. В 1991 году барабанщик Фред Стрейторст присоединился к группе под именем Сара Ли Лукас.
Сценические имена, принятые каждым членом, были придуманы по концепции, которую группа считала центральной: дихотомия добра и зла, а также существование обоих вместе во всем целом. «У Мэрилин Монро была тёмная сторона», — объясняет Мэнсон в своей автобиографии, — «так же, как у Чарльза Мэнсона хорошая, умная сторона». Изображения Монро, Мэнсона и других знаменитостей были распространены в ранних рекламных материалах группы.
Вскоре популярность Spooky Kids быстро выросла, в том числе из-за визуальных концертов группы, на которых использовались элементы шока, такие как «обнаженные женщины, прибитые крестом, ребёнок в клетке или окровавленные части трупов животных». Участники группы по-разному выходили на сцену в женской одежде или причудливых костюмах; а один раз, из-за отсутствия профессионального пиротехника, произошел поджог стойки собственной сцены. Участники сравнивали эту театральность с образами из их детства и юности: персонажи 1970-х годов и детское телевидение 1980-х годов регулярно, часто гротескно, менялись, появлялись на лентах и информационных бюллетенях. Группа, в 1992 году принявшая название Marilyn Manson, продолжала исполнять и выпускать кассеты до лета 1993 года, когда они обратили на себя внимание фронтмена Nine Inch Nails Трента Резнора, занимавшегося в это время организацией своего лейбла Nothing Records.

### Portrait of an American FamilyиSmells Like Children(1993—1995)
Резнор предложил группе контракт с Nothing Records, а также роль «разогревающих» на туре NIN в поддержку альбома The Downward Spiral. Приняв оба предложения, группа в июле 1993 года приступила к записи своего дебютного студийного альбома в студии Criteria Studios в Майами; продюсером записи был выбран бывший участник Swans Роли Мосиманн. Запись нескольких новых песен вместе с материалами из репертуара Spooky Kids, составивших первую версию их дебютного лонгплея под названием The Manson Family Album, была завершена к концу месяца. Однако он был плохо воспринят участниками команды и вслед за ними Резнором, которые раскритиковали работу Мосиманна как не отражавшую их стиль исполнения. В то же время Гиджет Гейн начал терять контроль над своей зависимостью от героина. Перед переработкой альбома группа сыграла два концерта во Флориде расширенным составом под названием Mrs. Scabtree: Гейси на клавиатуре, Берковиц на гитаре и Мэнсон на ударных; в качестве вокалистов выступили Джессика из Jack Off Jill и Джорди Уайт из базировавшейся в Майами трэш-метал-группы Amboog-a-Lard; также участвовали четыре других местных музыканта: басисты Марк Дубин из Sister Venus и Патрик Джойс из The Itch, гитарист Майлз Хи и скрипачка Мэри Карлзен.

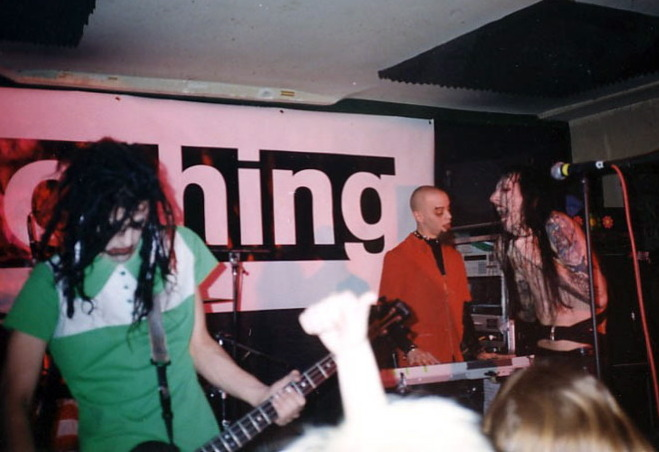
Выступление Marilyn Manson на туре «Nights of Nothing», 1996 год. Слева направо: Твигги Рамирес, Мадонна Уэйн Гейси, Мэрилин Мэнсон.

Резнор согласился переделать The Manson Family Album в октябре 1993 года на студии Record Plant в Лос-Анджелесе. Гейн, госпитализированный после очередной передозировки, не был приглашен для участия; вскоре после этого он получил письмо, в котором значилось, что его услуги «больше не нужны» группе. Его место занял перешедший из Amboog-a-Lard Джорди Уайт, принявший псевдоним Твигги Рамирес. После семи недель переработки альбом, носивший теперь название Portrait of an American Family, был представлен Interscope Records — лейблу-дистрибьютору Nothing. Альбом был выпущен 19 июля 1994 года и достиг своего максимума на тридцать пятом месте на чарте Top Heatseekers журнала Billboard. Группа начала свой первый национальный тур в декабре 1994 года при участии Jack Off Jill на разогреве. Во время тура с NIN Мэнсон встретил основателя Церкви Сатаны Антона Лавея, который дал Мэнсону титул «Преподобный» — это значит, что человек почитается церковью, хотя не обязательно посвящает свою жизнь проповеди, как священник. Мэнсон будет использовать этот титул в примечаниях к следующему альбому группы, назвав себя «Преподобный Мэрилин Мэнсон».
В марте 1995 года группа начала двухмесячный тур, на этот раз с Monster Voodoo Machine в качестве поддержки. Это был последний тур барабанщика Сары Ли Лукас с группой. Кеннет Уилсон, принявший псевдоним Джинджер Фиш, присоединился к группе перед началом их тура с группами Danzig и Korn. Затем группа переехала в новую студию Nothing Records в Новом Орлеане, чтобы начать работу над ремиксами и би-сайдами для третьего сингла альбома — «Dope Hat»; на последний был выпущен видеоклип, навеянный сценой езды на лодке из фильма «Вилли Вонка и шоколадная фабрика» 1971 года. Запланированный сингл в конечном итоге превратился в часовой миньон, озаглавленный Smells Like Children (отсылка к ненавидимому Мэнсоном гранжу: у группы Nirvana главный хит — Smells Like Teen Spirit). Пятнадцать треков миньона — ремиксы и звуковые эксперименты — также включали в себя кавер-версию песни «Sweet Dreams (Are Made of This)» группы Eurythmics, которая станет их первым законным хитом. Музыкальное видео было помещено в тяжелую ротацию на MTV, что резко контрастировало с клипом «Dope Hat», который тем же каналом транслировался только ночью. Затем последовал семимесячный тур, в ходе которого группа начала исполнять новый материал.

### Antichrist Superstar(1996—1997)
Второй студийный альбом группы, Antichrist Superstar, был выпущен 8 октября 1996 года. Он был записан на студии Nothing Records в Новом Орлеане; сопродюсерами записи наряду с Резнором и Мэнсоном стали звукоинженер NIN Шон Биван и бывший продюсер группы Skinny Puppy Дэйв «Рэйв» Огилви; музыканты из команды Резнора (Робин Финк, Дэнни Лонер, Крис Вренна и Чарли Клоузер) участвовали в записи наравне с участниками Marilyn Manson. Долгий и трудный процесс записи сопровождался экспериментами, связанными с лишением сна, и почти постоянным употреблением наркотиков с целью создать жестокую и враждебную среду, подходящую стилю альбома; сильное влияние оказал интерес Гэйси к каббале. В этих условиях Дэйзи Берковиц покинул группу, когда альбом был готов наполовину, вследствие чего Твигги выполнил большую часть работы на гитаре; на объявление о замене Берковица откликнулся Тимоти Линтон, который по приходе в группу установил тесные отношения с Мадонной Уэйн Гэйси. Преодолев шестилетнюю традицию называть членов группы именами поп-культурных героинь и фамилиями серийных убийц, Линтон выбрал псевдоним Зим Зам (от лурианической концепции цимцума).
«The Beautiful People» был выпущен в качестве ведущего сингла альбома и оказал значительное влияние на рок-чарты. Это послужило хорошей рекламой для Antichrist Superstar, который позже дебютировал на Billboard 200 на 3 месте. Продажи на первой неделе составили 132 000 экземпляров. Мэнсон также появился на обложке Rolling Stone, который назвал группу «Лучшим новым исполнителем» в 1997 году. Год спустя «Dead to the World Tour» продолжился, и это был самый длинный и самый широкий тур группы. В США, однако, группа получала больше внимания, чем когда-либо прежде, и не все было позитивно. По мере того, как этот тур проходил, группа узнала о проведении слушаний в Конгрессе во главе с сенатором Джозефом Либерманом, чтобы определить последствия, если таковые имеются, насильственной лирики для молодых слушателей. Позднее Либерман назвал группу «возможно, самой тяжелой группой, когда-либо продвигаемой ведущей звукозаписывающей компанией». Кроме того, почти каждое выступление сопровождалось протестами религиозных организаций.
25 ноября 1997 года группа выпустила свой второй мини-альбом — Remix & Repent. В нём были представлены новые версии четырёх песен с Antichrist Superstar: «The Beautiful People», «Tourniquet», «Antichrist Superstar» и «Man That You Fear». В феврале 1998 года Мэнсон выпустил свою автобиографию The Long Hard Road Out of Hell; в это же время вышел концертный видеоальбом Dead to the World. Было также подтверждено, что Antichrist Superstar станет первой частью концептуальной трилогии, что выпуск последующих альбомов неизбежен, а фронтмен The Smashing Pumpkins Билли Корган и The Dust Brothers, по слухам, участвуют в производстве ещё не названного альбома.

### Mechanical Animals(1998—1999)

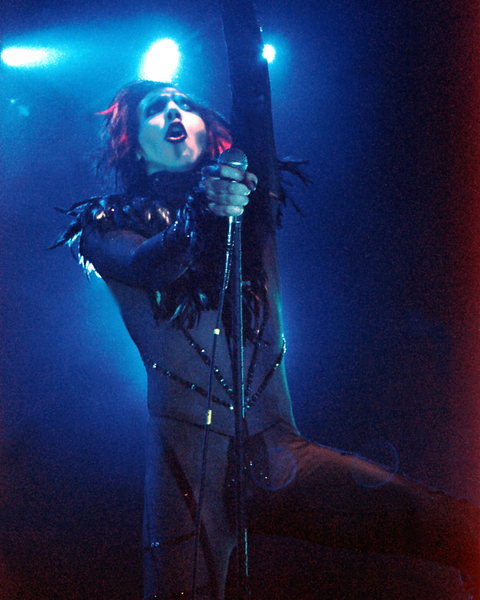
Мэрлин Мэнсон в образе антагониста «Омеги» в альбоме Mechanical Animals.

Группа выпустила вторую часть своего триптиха — Mechanical Animals — 15 сентября 1998 года. Продюсированный Мэрилином Мэнсоном вместе с Шоном Биваном и Майклом Бейнхорном при неформальном участии Коргана, альбом отошел от индастриал-рокового звучания своего предшественника и был записан под влиянием глэм-рока 1970-х годов, в частности, альбома Дэвида Боуи Diamond Dogs 1974 года. После того, как группа сыграла при Коргане несколько новых песен, он сказал им, что «это, безусловно, правильное направление». Чтобы соответствовать новому стилю, Мэнсон и его команда сменили образ, отказавшись от «гнилостного трупа» предыдущей эры в пользу глэм-рокового имиджа, включавшей в себя кожаные платформенные сапоги и ярко окрашенные волосы. Группа также переехала из Нового Орлеана в Лос-Анджелес, в то время как Зим Зама заменил гитарист Джон Лоури, взявший псевдоним John 5; ранее Лоури играл в группе Роба Хэлфорда 2wo, также подписанной на Interscope.
Продвижение альбома со стороны Interscope было огромным; огромные рекламные щиты, изображавшие Мэнсона в образе андрогинного инопланетянина — центрального персонажа альбома, устанавливались как на Таймс-сквер, так и на Сансет-Стрип. Неоднократные выступления на MTV и других каналах помогли продвинуть ведущий сингл альбома «The Dope Show» на двенадцатое место в хит-параде Mainstream Rock, который стал одним из самых ярких синглов в истории группы. Видеоклип на песню был положительно принят, получив две награды на церемонии вручения наград Billboard Music Video Awards 1998 года, а также премию MTV Music Video Awards за лучшую операторскую работу; песня же была номинирована на премию «Грэмми» в категории «Лучшее исполнение в стиле хард-рок». Альбом дебютировал на первом месте в Billboard 200, а продажи на первой неделе составили более 223 000 экземпляров.
После короткой рекламной кампании группа отправилась в турне «Beautiful Monsters Tour» с Hole. Тем не менее, турне было очень проблемным, в частности из-за конфликтов между Мэнсоном и вокалисткой Hole Кортни Лав. Частые споры возникали в связи с финансами тура, поскольку Hole невольно возмещали большую часть издержек Мэнсона, которые были непропорционально высокими по сравнению с таковыми со стороны Hole. Тур должен был включать тридцать семь концертов в течение двух месяцев, хотя Hole участвовали только в девяти запланированных датах. Сломанная лодыжка Мэнсона также заставила отложить следующие два шоу, а оставшаяся часть тура была переименована в «Rock Is Dead».
Последние четыре концерта тура были отменены из-за уважения к жертвам резни в школе «Колумбайн». Вторая половина 1999 года и большая часть 2000 года были периодом относительной тишины для группы, которая отказалась участвовать в интервью и отступила от общественной жизни. Они отложили планы для предлагаемого сингла и музыкального видео на их кавер песни AC/DC «Highway to Hell», которая позже появилась на саундтреке к фильму «Детройт — город рока». Они потратили этот период на записи в уединенной студии в Долине смерти. За это время состоялся релиз концертного альбома The Last Tour on Earth. Песня «Astonishing Panorama of the Endtimes», написанная во время сессий Antichrist Superstar, стала единственным синглом из этого альбома и была использована в мультсериале «Звёздные бои насмерть».

### Holy Wood (In the Shadow of the Valley of Death)(2000—2001)
Holy Wood — рассказ о попытке вписаться в мир, который не хотел меня; мир, с которым было очень тяжело сражаться. Самые глубокие элементы альбома — это идеализм и желание начать революцию. Начав с Holy Wood, мы переходим к Mechanical Animals — рассказу о том, как эта революция отбирается у вас и превращается в продукт, а Antichrist Superstar — это то место, где на ваш выбор даётся одно из двух: управитесь ли вы с силой, которую создали, или же решите уничтожить себя и начать все сначала. Это просто цикл.
Holy Wood (In the Shadow of the Valley of Death), спродюсированный Мэнсоном и Дэйвом Сарди при участии Бона Харриса из Nitzer Ebb, был выпущен 14 ноября 2000 года. Группа записала более 100 треков для альбома, который был выдержан в более темном стиле, близком к Antichrist Superstar. Большая часть альбома была написана в качестве реакции на расстрел в «Колумбайн»; текст песни «The Nobodies», — третьего сингла из альбома, — непосредственно ссылается на это происшествие. Центральной темой альбома, представленного фронтменом как третья часть трилогии, начатой в Antichrist Superstar и продолженной в Mechanical Animals, является исследование взаимосвязи между смертью и славой в американской культуре; тексты песен и дизайн альбома содержат неоднократные отсылки к персонам Джона Кеннеди и Ли Харви Освальда, Джона Леннона и Марка Дэвида Чепмена, Авраама Линкольна и Джона Уилкса Бута. Эта же тема стала основной для тура в поддержку альбома, логотип которого представлял собой винтовку и два пистолета, собранных в форме креста.
Участники группы так же заявили, что в рамках концептуальной альбомной трилогии Holy Wood будет приквелом к Mechanical Animals и Antichrist Superstar, хотя и выпущен последним. Каждый альбом содержит свою собственную сюжетную линию, которую можно связать вместе, чтобы создать более обширную сюжетную линию, охватывающую все три.
В рамках рекламной кампании альбома группа присоединилась к фестивалю Ozzfest 2001 года; при этом группа не собиралась играть на концерте в Денвере 21 июня, что должно было стать первым выступлением в Колорадо после событий в «Колумбайн». Однако после протестов нескольких религиозных сообществ группа объявила на своем веб-сайте, что они выступят в Денвере и планируют «уравновесить» свою лирику, цитируя на концертах библейские тексты, чтобы «изучить достоинства замечательных христианских историй о болезнях, убийствах, прелюбодеяниях, самоубийствах и детских жертвоприношениях». Во время концерта Мэнсон читал отрывки из книги Левит («Кто будет злословить отца своего или мать свою, тот да будет предан смерти» [Лев. 20:9]) и Псалтири («Блажен, кто разобьет младенцев твоих о камень» [Пс. 136:9]). Тур был задокументирован DVD-диском, который был выпущен 29 октября 2002 года. Помимо концерта был выпущен сборник (песни из нескольких отдельных шоу, отредактированные вместе, появивились в качестве единого представления). Он включает тридцатиминутный короткометражный фильм под названием «The Death Parade». 17 ноября 2009 года группа выпустила Guns, God and Government, Live in L.A. на Blu-Ray. Oн демонстрирует выступление группы 13 января 2001 года в Лос-Анджелесе на «Grand Olympic Auditorium».
Ранее в 2001 году группа выпустила кавер на песню Глории Джонс «Tainted Love» для фильма «Недетское кино», спродюсированный Мэнсоном и Тимом Шёльдом (см. ниже). Песня стала крупнейшим международным хитом группы, достигнув первого места в чартах многих европейских стран. В 2002 году вокалист Korn Джонатан Дэвис пригласил Мэрилина Мэнсона записать вокал на трек под названием «Redeemer», который был выпущен в саундтреке к фильму «Королева проклятых». В том же году Мэнсон также появился в документальном фильме Майкла Мура «Боулинг для Колумбины»; его появление было снято в тот же день, когда группа выступала в Денвере на «Оззфесте». Когда Мур спросил, что Мэнсон сказал бы студентам в «Колумбайн», он ответил: «Я бы не сказал им ни слова, но выслушал бы то, что они должны были сказать, а это то, что никто так и не сделал».

### The Golden Age of GrotesqueиLest We Forget(2002—2005)
После «триптиха» группа начала претворять в жизнь новые идеи. В 2002 году Мэрилин Мэнсон выступил сотрудником Марко Белтрами при создании музыки к фильму «Обитель зла»; на нескольких треках их соавтором выступил Тим Шёльд, вновь присоединившийся к Мэнсону после сингла «Tainted Love». В мае 2002 года Шёльд вышел из состава группы KMFDM и стал официальным участником Marilyn Manson, заменив на бас-гитаре Твигги Рамиреса; последний покинул группу, сославшись на творческие разногласия. Найдя вдохновение в свинговой и бурлескной сцене Берлина 1920-х годов при участии Диты фон Тиз, — возлюбленной и впоследствии непродолжительное время жены Мэнсона, — группа записала The Golden Age of Grotesque, который был выпущен 13 мая 2003 года и дебютировал на первой строчке Billboard 200 с 118 тысячами экземпляров. Альбом имел большой успех в Европе, заняв первые места в хит-парадах ряда стран с более чем 400 тысячами экземпляров в первую неделю. The Golden Age of Grotesque фигурировал в списках лучших альбомов 2003 года по версии различных критиков и получил приз читательских симпатий журнала Metal Edge в категории «Альбом года».
Изменив лирическую глубину и символику, которые были в прошлом альбоме Holy Wood, альбом был относительно прост: Мэнсон сравнивал свою часто критикуемую деятельность с так называемым «дегенеративным искусством», запрещенным нацистским режимом. В лирике альбома Мэнсон использует повествовательный способ потока сознания на протяжении всего альбома, исследуя человеческую психику во времена кризиса, особенно сосредоточившись на мышлении сумасшедших и детей, поскольку, согласно Мэнсону, «они не следуют правилам [общества]». В нескольких песнях содержатся элементы, обычно встречающиеся в детских песнях и стихах, которые Мэнсон «извратил во что-то уродливое и зловещее». Влияние Курта Вайля так же присутствует в альбоме. Мэнсон говорил, что он «проснется и скажет: „Я хочу написать песню, которая звучит как сломанный слон“, или „Я хочу написать песню, которая звучит как горящее пианино“».
Мэнсон начал свое долгосрочное сотрудничество с австрийско-ирландским художником Готфридом Хельнвайном, работая вместе над несколькими мультимедийными проектами, связанными с альбомом: выставки и инсталляции, которые были представлены на вечеринке в честь выхода альбома в клубе The Key Club в Лос-Анджелесе; графика для оформления альбома, видеоклип на ведущий сингл альбома, — песню «mOBSCENE»; — и графику для выступления Мэнсона в Зале славы рок-н-ролла. В экземпляры ограниченного издания альбома был включен DVD под названием Doppelherz — 25-минутный сюрреалистический короткометражный фильм, срежиссированный Мэнсоном при участии Хельнвайна как арт-директора. Следующее мировое турне называлось «Grotesk Burlesk», которое было посвящено теме Веймарской республики в альбоме. Также для выступлений добавили декорацию в стиле Хельнвайна и элементы немецкого кабаре. Мэнсон и участники его группы начали появляться как на сцене, так и вне сцены в дизайнерских костюмах, созданных Жан-Полем Готье.
Lest We Forget: The Best of был выпущен 28 сентября 2004 года и упоминался Мэнсоном как «прощальная» компиляция. Это был последний альбом группы, выпущенный лейблом Nothing Records, распущенного после иска, поданного Трентом Резнором против своего бывшего менеджера и делового партнера Джона Мальма. Группа провела тур в поддержку сборника под названием «Against All Gods Tour» и выпустила сингл «Personal Jesus» — кавер-версия одноимённой песни Depeche Mode. Это был первый и единственный тур, в котором участвовал Марк Шоуссей, заменивший Джона 5, чьи отношения с Мэнсоном испортились годом раньше — во время исполнения «The Beautiful People» на фестивале Rock am Ring в 2003 году Мэнсон пнул, а затем оттолкнул гитариста. Джон 5 разозлился, бросил свою гитару на землю и чуть не бросился с кулаками к Мэнсону, хотя чуть позже возобновил игру). Бывший барабанщик Nine Inch Nails Крис Вренна также заменил Джинджера Фиша, который сломал запястье, череп и скулу после того, как упал на несколько футов от своей барабанной установки во время выступления на церемонии вручения наград в Германии.

### Eat Me, Drink Me(2006—2008)
К концу 2005 года группа сочинила 18 новых песен, но работа над их шестым студийным альбомом была остановлена, когда Мэнсон сосредоточил свое внимание на различных проектах в области кино и искусства, включая разработку его сценария, Phantasmagoria: The Visions of Lewis Carroll, а также второстепенное участие в фильме Люси Лью «Вампирша». Он также запустил самопровозглашенное художественное движение — корпорацию Celebritarian, в которую вошли художник Готфрид Хельнвайн, модельер Стивен Кляйн и режиссёр Энтони Силва. Также Мэнсон объявил о планах открыть художественную галерею и опубликовать книгу своих картин. Именно после открытия в 2006 году галереи изобразительного искусства Celebritarian Corporation на Мелроуз-авеню началась работа над новым материалом для альбома, а Мэнсон написал тексты на уже существующие композиции Шёльда.
Полученный материал был составлен и полностью записан Тимом Шёльдом. Остальные участники группы в записи не участвовали. Альбом был вдохновлен личными проблемами Мэнсона, связанными с неудавшимся браком с Дитой Фон Тиз и его растущими отношениями с тогдашней 19-летней актрисой Эван Рэйчел Вуд. Первый концерт новой эры состоялся на The Tonight Show с Джеем Лено 31 октября 2006 года, исполнив кавер на песню «This Is Halloween» с переиздания саундтрека к мультфильму «Кошмар перед Рождеством». Это было их последнее выступление с участием клавишника Мадонны Уэйн Гэйси,, который позже, в следующем году, подал иск в размере 20 миллионов долларов против группы из-за неоплаченных «доходов от партнерства».
Альбому предшествовал выпуск сингла «Heart-Shaped Glasses (When the Heart Guides the Hand)», на который был снят клип с использованием технологии 3D Fusion Camera System режиссёра Джеймса Кэмерона. Видео вызвало разногласия после релиза, причем несколько источников утверждали, что в нём присутствовали кадры Мэнсона и Вуд, занимающихся половым актом. Сообщается, что Вуд был предоставлен «самый высокий гонорар за [музыкальное] видео в истории». Eat Me, Drink Me был выпущен 5 июня 2007 года и вошел в Billboard 200 под номером восемь, а продажи за первую неделю составили 88 000 экземпляров. Он также достиг пика в десятке самых крупных международных чартов, а также достиг второго места в чартах европейских альбомов Billboard. «Putting Holes in Happiness» был выпущен как второй сингл альбома.
Группа приступила к девятимесячному «Rape of the World Tour» для поддержки нового альбома, в котором участвовали гитарист Тим Шёльд, бывший басист Prodigy Роб Холлидей и барабанщик Джинджер Фиш; в то время как Вренна присоединился к группе в качестве концертного клавишника. Первым этапом тура стало совместное участие в качестве хедлайнеров с трэш-метал-группой Slayer и разогревающей группой Bleeding Through. В ноябре 2007 года Мэнсон подтвердил, что он и Шёльд начали работу над следующим студийным альбомом группы, в котором участвовали гитарист Slayer Керри Кинг, бывший гитарист The Smashing Pumpkins Джеймс Иха и Ник Циннер из Yeah Yeah Yeahs. К началу 2008 года, однако, в качестве басиста к группе присоединился Твигги Рамирес, в результате чего из группы ушел Тим Шёльд, а Холлидей перешел с баса на гитару на оставшуюся часть тура. Будущее сотрудничество со Шёльдом не исключалось.

### The High End of Low(2009—2010)
В 2008 году бывший гитарист Limp Bizkit Уэс Борланд присоединился к группе для участия в ETP Fest 2008 в Южной Корее. Тем не менее, Борланд покинул группу, чтобы воссоединиться с Limp Bizkit, позже заявив, что не хочет быть «наемником», ссылаясь на то, что группа не хотела записывать песни, которые он предлагал для нового альбома. В начале декабря вокалист R&B Ne-Yo заявил, что будет участвовать в записи нового материала, хотя Мэнсон отрицал это, заявив, что «никогда не встречался с Ne-Yo. Я могу заверить его, что он не хотел бы быть связанным с чем-то таким безбожным.»
The High End of Low был записан в 2008 году. Мэнсон записывал вокал в своей домашней студии Hollywood Hills в период с ноября по 5 января 2009 года. Спродюсированный Мэнсоном, Твигги и Вренной совместно с сопродюсером Antichrist Superstar и Mechanical Animals Шоном Бивеном, Мэнсон описал альбом как содержащий «экстремальное» автобиографическое содержание, связанное с расторжением его помолвки с Эван Рейчел Вуд, и как «очень безжалостный, тяжелый и жестокий». Песни альбома представлены в том порядке, в котором были написаны. Предпоследний трек, Into The Fire, показывает психическое состояние вокалиста в Рождество, в которое тот пытался выйти на Вуд 158 раз, разрезая себе бритвой лицо или руки после каждой попытки. Последняя песня альбома — «15», была завершена в день рождения Мэнсона 5 января — отсюда и название. Мэнсон использовал весь свой дом как холст, чтобы документировать распад отношений, записывая его тексты на стенах и соединяя их с картинами и рисунками, относящимися к дереву, а также использовал презервативы, мешки с кокаином и другой наркотической атрибутикой.
We're from America стала доступна для бесплатного прослушивания на сайте группы 27 марта 2009 года, в то время как физический сингл вышел две недели спустя. После исполнения инструментальной версии в отделе A&R Interscope Arma-Goddamn-Motherfuckin-Geddon была выбрана официальным ведущим синглом альбома. Мэнсону сказали: «это будет хит!». Затем Мэрилин подшутил над сотрудником: «Ну, я рад, что у вас нет никакого представления, что я [мог бы] предложить после этого.» Сильно подвергнутая цензуре версия трека с ненормативной лексикой — переименованная в «Arma … Geddon» — появился на радио 13 апреля и достиг тридцать седьмого места в чарте Billboard’S Mainstream Rock chart. Альбом был выпущен 26 мая 2009 года и дебютировал на четвёртом месте в Billboard 200 с продажей более 49 000 копий, показав худший старт продаж с выхода The Last Tour on Earth, который был продан в 1999 году в количестве 26 000 экземпляров.
До выхода The High End of Low Мэнсон дал ряд пренебрежительных комментариев относительно Interscope и их художественной цензуры; а также его тогдашнего генерального директора Джимми Иовайна, которому Мэнсон сказал, что он был «недостаточно умен, чтобы понять, что [мы] делаем», и публично утверждая, что лейбл «больше заботится о Vitamin Water, чем о музыке.» Резнор — который, по состоянию на 2015 год, остается другом Iovine — ответил, назвав Мэнсона «тупым клоуном», что «он злой парень и наступит на чье-либо лицо, чтобы преуспеть и пересечь любую линию приличия».Во время продвижения альбома в Великобритании Мэнсон появился в нетрезвом виде в серии интервью. Интервью для Alan Carr: Chatty Man, записанное в течение этого времени, так и не стало доступным из-за языка и содержания. 4 ноября был выпущен видеоклип на песню Running to the Edge of the World, в котором Мэнсон избивает двойника Эван Рейчел Вуд до смерти. Клип был осуждён за предполагаемое прославление насилия в отношении женщин. 3 декабря группа разорвала контракт с Interscope. Они урегулировали иск, поданный бывшим клавишником Стивеном Биром (он же M. W. Gacy), при этом страховая компания Мэнсона платила адвокату Бира, а тот в свою очередь не получал никакой денежной стоимости.

### Born Villain(2011—2013)
Расставшись с Interscope, Мэнсон сказал, что «многое из того творческого контроля, когда мои руки были связаны, вернулось», а также заявил, что группа писала новый материал во время тура с предыдущим альбомом. Мэрилин засвидетельствовал, что его лирическое содержание будет «более романтичным», но «самоуничижительным», и описал его звук как «суицидальный дэт-метал». Фред Саблан присоединился к группе в июле 2010 года. К октябрю Твигги описал альбом как «почти законченный» и высказал мнение, что "это наша лучшая запись. Я имею в виду, все так говорят, но я думаю, что это наша лучшая работа до сих пор. Это больше похоже на панк-рок в Mechanical Animals, но звучит не слишком претенциозно. В ноябре было объявлено, что группа подписала соглашение о сотрудничестве с лондонским инди-лейблом Cooking Vinyl. В рамках сделки группа сохранит творческий контроль над своим художественным направлением, при этом группа и лейбл будут делить прибыль поровну после того, как лейбл окупит расходы, связанные с маркетингом, продвижением и распространением.
Большую часть 2011 года Мэнсон был недоступен для общественного внимания и практически прекратил общение с поклонниками, сделав исключение в своей самопровозглашенной секвестрации лишь для того, чтобы появиться в музыкальном видео «Tempat Ku» брунейской рок-группы D'Hask. 24 февраля барабанщик Джинджер Фиш объявил о своём уходе из группы. 26-секундный клип на неизданную песню под условным названием «I am among no one» был загружен в Vimeo. Также в нём был представлен новый логотип
Впечатлённый работой над клипом Кида Кади, Мэнсон пригласил Шайю ЛаБафа режиссировать короткометражный фильм, посвящённый выходу альбома и впоследствии названный Born Villain. Вопреки сообщениям СМИ о том, что проект будет документировать запись альбома, Born Villain был сюрреалистической короткометражкой с ранее неизданным треком, Overneath the Path of Misery. Содержащая многочисленные отсылки на Макбет, видео было создано под влиянием фильма Ходоровски Святая Гора и «немого» фильма Сальвадора Дали 1929 года «Андалузский пёс». Для продвижения проекта, ЛаБаф и его подруга, фотограф Каролин Фо, разрисовали граффити районы Лос-Анджелеса. Позже ЛаБаф и Фо сфотографировали свою работу и выпустили её ограниченным тиражом. Книга также прилагалась к DVD-фильму.. В ноябре Крис Вренна покинул группу, чтобы сосредоточиться на других производственных работах, заявив, что производство восьмого студийного альбома группы «в значительной степени завершено».
Альбому предшествовал релиз No Reflection, который Мэнсон слил на KROQ-FM 7 марта 2012 года. Генеральный директор Cooking Vinyl Мартин Гольдшмидт назвал утечку «мастерским ударом», сказав: «Мы выстроили все эти эксклюзивы по всему миру, а затем Мэнсон взорвал их всех. Мы уже проводим больше радиотрансляций, чем всего предыдущего альбома». Песня достигла двадцать шестого места в Mainstream Rock chart, проведя там четырнадцать недель. Это был лучший результат с сингла Personal Jesus 2004 года. Born Villain был выпущен во всем мире 30 апреля, дебютировав на десятом месте в Billboard 200 и на первом в Independent Albums и Top Hard Rock Albums charts. Также альбом провёл две недели на первом месте в UK Rock Albums Chart. EP с ремиксами Slo-Mo-Tion вышел 5 ноября. В конце апреля группа отправилась в «Hey cruel world… tour», который перемежался совместными гастролями с Робом Зомби («Twins of Evil») и Элисом Купером («Masters of Madness»).

### The Pale Emperor(2014—2016)
В августе 2012 года было объявлено, что Мэнсон сыграет беллетризованную версию самого себя в четырёх эпизодах шестого сезона сериала Californication. Во время съемок финала сезона Мэнсон встретил композитора сериала Тайлера Бейтса. Они обсудили потенциальное сотрудничество. В мае 2013 года Мэнсон подтвердил, что производство нового материала началось. Четыре месяца спустя Саблан объявил о своём уходе из группы.
Один из треков из нового альбома Cupid Carries a Gun использовался в качестве открывающей темы для сериала Салем, премьера которого состоялась на американском телевидении 27 апреля. В октябре трек Killing Strangers был частично представлен в фильме «Джон Уик». 26 октября Third Day of a Seven Day Binge стал доступен для скачивания на сайте группы и стал первым официальным синглом альбома. Группа впервые исполнила несколько новых песен на нескольких концертах в Южной Калифорнии в октябре и начале ноября. 16 декабря был выпущен Deep Six, а через три дня клип на него. Он достиг 8 места в Billboard’s Mainstream Rock chart, что стало рекордом для группы. Cupid Carries A Gun был выпущен в качестве третьего официального сингла альбома 8 января 2015 года.
The Pale Emperor был выпущен 20 января в США. Мэнсон посвятил его своей матери, которая умерла в мае 2014 года после восьмилетней битвы с болезнью Альцгеймера и деменцией. Это был успех как с коммерческой стороны, так и со стороны критиков. Альбом дебютировал на 8 месте в Billboard 200 с продажами более 51 000 копий (их самый большой недельный показатель с момента выхода Eat Me, Drink Me в 2007 году). Многочисленные издания назвали новый альбом лучшим альбомом группы за последние десять лет. Также альбом появлялся в нескольких «best of 2015 list», Rolling Stone окрестил его «лучшим металлическим альбомом» 2015 года. В мае и июле были выпущены музыкальные клипы The Mephistopheles of Los Angeles и Third Day of a Seven Day Binge соответственно.
В поддержку альбома группа приступила к двухлетнему туру The Hell Not Hallelujah Tour, который был перемежен совместным туром с Smashing Pumpkins под названием The End Times. В феврале 2016 года Мэнсон записал вокал для версии песни Дэвида Боуи Cat People (Putting Out Fire) на Countach (For Giorgio), трибьют-альбом, состоящий из песен Джорджио Мородера, которым занимался Шутер Дженнингс. 16-битный клип на песню был выпущен пять месяцев спустя. Также в феврале были объявлены подробности ещё одного совместного тура, на этот раз сo Slipknot. Тур должен был начаться 9 июня в Солт-Лейк-Сити и состоять из тридцати четырёх концертов в амфитеатрах по всей Северной Америке при поддержке Of Mice & Men. Однако первые двенадцать концертов тура были отложены после того, как обследование показало, что Кори Тейлор сломал два позвонка на шее. Тур начался 28 июня в Нэшвилле, штат Теннесси, а первые двенадцать концертов были перенесены на август.

### Heaven Upside Down(2017—2018)
Во время гастролей с Smashing Pumpkins Мэнсон указал на «большую возможность» работы с Корганом над новым материалом, а также раскрыл планы сотрудничества с фронтменом Korn Джонатаном Дэвисом над «акустическим проектом с южанским звучанием». В ноябрьском интервью KEGL Мэнсон объявил, что работа над десятым студийным альбомом группы началась, а также подтвердил, что Твигги, Бейтс и Шерон будут участвовать в записи. Antichrist Superstar был эксклюзивно переиздан на кассете в Европе в рамках Record Store Day 2016. К двадцатой годовщине выпуска альбома Мэнсон указал, что новое специальное издание Antichrist Superstar было запланировано к выпуску на 20 октября, чего, однако, так и не произошло. В качестве бонусного контента в переиздании должно было войти ранее неизданное видео, созданное во время «Dead to the World Tour».
19 июля Мэнсон объявил, что десятый студийный альбом группы имеет рабочее название SAY10, и объявил дату релиза — День Святого Валентина 2017. В сентябре Мэнсон подтвердил, что группа «вносит последние штрихи» в альбом, и сказал: «это не очень похоже на The Pale Emperor. Это довольно жестоко по своей природе, и это эмоционально совершенно по-другому. Не могу дождаться, когда люди это услышат. Думаю, они будут очень удивлены.» 8 ноября — в день президентских выборов 2016 года в США — Мэнсон выпустил тизер нового музыкального видео, созданного вместе с режиссёром «Последней девушки» Тайлером Шилдсом. На ней Мэнсон размахивал ножом, стоя над обезглавленным трупом. По словам Марлоу Стерна из The Daily Beast, обезглавленная фигура одета так, что напоминает Дональда Трампа. Позже Мэнсон сказал, что фигура в видео «не была никем, кроме тех, кто хотел, чтобы это были они.»
Альбом не был выпущен в феврале 2017 года. В течение чуть менее 2 месяцев в личном аккаунте Мэнсона в Instagram была размещена длинная серия загадочных видеороликов, прежде чем Мэнсон 9 мая заявил, что альбом будет назван Heaven Upside Down. Группа начала Heaven Upside Down Tour 20 июля 2017 года концертом в Будапеште. Первый сингл из альбома We Know Where You Fucking Live был выпущен 11 сентября, а также была анонсирована дата выхода альбома — 6 октября. Второй сингл, Kill4Me, был выпущен 20 сентября. 24 октября Мэнсон объявил, что Твигги Рамирес был уволен из группы после обвинений в изнасиловании вокалистки Jack Off Jill Джессики Адамс; на оставшуюся часть тура, возобновившегося 5 ноября и продлившегося до конца 2018 года, Твигги сменил Хуан Альдерете, ранее игравший в The Mars Volta и Racer X.

### We Are Chaos(2019 — настоящее время)
В марте 2019 года Мэнсон объявил в своём Instagram, что он почти закончил запись своего следующего студийного альбома и что в нём участвовал кантри-музыкант Шутер Дженнингс. Позже барабанщик Гил Шэрон объявил, что покидает группу, чтобы заняться «другими текущими и будущими проектами».
22 ноября вышел в свет кавер на песню «The End» группы The Doors, записанный для саундтрека к предстоящему мини-сериалу «Противостояние» по одноимённому роману Стивена Кинга, в котором Мэнсон сыграет одну из ролей. По неизвестным причинам трек был впоследствии удалён со всех площадок; ограниченный релиз сингла на грампластинках был запланирован на 6 марта 2020 года. Мэнсон пообещал выпустить альбом в 2020 году. Группа собиралась выступить на разогреве у Оззи Осборна во время планировавшегося на май 2020 года североамериканского этапа его прощальных гастролей, но из-за проблем Осборна со здоровьем последний был отменён.
13 января 2020 года Хуан Алдерете попал в аварию на велосипеде, в результате которой он получил диффузное аксональное повреждение головного мозга; в поддержку басиста была открыта страница на GoFundMe. 29 апреля 2020 года Мэнсон и Шутер Дженнингс подтвердили, что закончили работу над одиннадцатым студийным альбомом группы, и оба назвали его «шедевром». 28 июля Blabbermouth.net объявили, что сингл под названием «We Are Chaos» из нового альбома выйдет на следующий день, 29 июля. На следующий день трек был выпущен вместе с анонсом грядущего одиннадцатого студийного альбома группы под названием «We Are Chaos». В то же время группа опубликовала обложку альбома и список треков. Релиз альбома состоялся 11 сентября 2020 года.

## Стиль, влияние
Имидж и музыкальный стиль группы меняется от альбома к альбому почти до неузнаваемости, что даёт повод причислять её и к индастриалу, и к глэм-року, и к ню-металу. Несмотря на то, что отдельные элементы перечисленных стилей присутствуют в музыке Marilyn Manson, полностью творчество группы не укладывается ни в одну из заявленных категорий.
Как отмечает американский музыковед Чарльз Мюллер, коллектив часто причисляют к готической музыке, однако такое определение совершенно ошибочно. В то же время Мюллер выделяет в творчестве группы элементы таких разнородных стилей, как глэм-рок, хардкор, хэви-метал, панк-рок.

## Награды и номинации
| Год  | Категория                            | Номинант                               | Результат | Прим.  |
| ---- | ------------------------------------ | -------------------------------------- | --------- | ------ |
| 1999 | «Лучшее исполнение в стиле хард-рок» | «The Dope Show»                        | Номинация | [ 84 ] |
| 2001 | «Лучшее метал-исполнение»            | «Astonishing Panorama of the Endtimes» | Номинация | [ 84 ] |
| 2004 | «Лучшее метал-исполнение»            | «mOBSCENE»                             | Номинация | [ 84 ] |
| 2013 | «Лучшее хард-рок/метал-исполнение»   | «No Reflection»                        | Номинация | [ 84 ] |

## Состав
- Мэрилин Мэнсон — ведущий вокал, автор текстов, клавишные, перкуссия, гитара, флейта, продюсер, основатель и центральное лицо группы (с 1989);
- Тайлер Бэйтс (Tyler Bates)—  гитара, бэк-вокал (2014-2015, 2015-2018, 2024-наст. время);
- Гил Шарон (Gil Sharone) —  ударные (2014-2019, 2024-наст. время);
- Пигги.Д (Piggy D.) —  бас-гитара, бэк-вокал (с 2024);
- Реба Майерс (Reba Meyers) — гитара, бэк-вокал (с 2024).

### Бывшие участники
- Тим Шёльд (Tim Skold) — гитара, бас-гитара, клавишные, бэк-вокал, сопродюсер группы (2002—2007).
- Твигги Рамирез (Twiggy Ramirez / Jeordie Osbourne White) — бас-гитара, гитара, бэк-вокал (1993—2001, 2008—2017)
- Джинджер Фиш (Ginger Fish / Kenneth Robert Wilson) — ударные (1995—2003, 2006—2011).
- Мадонна Уэйн Гейси (Пого) (Madonna Wayne Gacy (Pogo) / Stephen Bier) — клавишные, перкуссия (1989—2006).
- Джон 5 (John 5 / John William Lowery) — гитара (1998—2003).
- Зим Зам (Zim Zum / Timothy Michael Linton) — гитара (1996—1997).
- Дэйзи Берковиц (Daisy Berkowitz / Scott Mitchell Putesky) — гитара, бас-гитара (1989—1996). †
- Сара Ли Лукас (Sara Lee Lucas / Fred Streithorst, Jr.) — ударные (1991—1994).
- Гиджет Гейн (Gidget Gein / Bradley Mark Stewart) — бас-гитара (1990—1993). †
- За За Спек (Zsa Zsa Speck / Perry Pandrea) — клавишные (1989).
- Оливия Ньютон Банди (Olivia Newton Bundy / Brian Tutunick) — бас-гитара (1989).
- Фред Саблан (Fred Sablan) — бас-гитара, бэк вокал — (2010—2014).
- Крис Вренна (Chris Vrenna) — клавиши, ударные, перкуссия (2004—2011).
- Брэндон Перцборн (Brandon Pertzborn)[235] — ударные (2019-2023).
- Пол Уайли (Paul Wiley) — ритм-гитара, бэк-вокал (2014-2023).
- Хуан Альдерете[англ.] (Juan Alderete) — бас-гитара, бэк-вокал (2017-2020).

### Сессионные члены группы в турне
- Марк Шоуссей (Mark Chaussee) — гитара (2004—2005).
- Роб Холидэй (Rob Holliday) — бас-гитара (2007—2008), гитара (2008).
- Уэс Борланд (Wesley Louden Borland) — гитара (июль 2008 — начало 2009).
- Энди Герольд (Andy Gerold) — бас-гитара (2009).
- Джейсон Саттер (Jason Sutter) — ударные (2012—2013).
- Спенсер Роллинс (Spencer Rollins) — клавишные, ритм-гитара (2013).

## Дискография
Студийные альбомы
- Portrait of an American Family (1994)
- Antichrist Superstar (1996)
- Mechanical Animals (1998)
- Holy Wood (In the Shadow of the Valley of Death) (2000)
- The Golden Age of Grotesque (2003)
- Eat Me, Drink Me (2007)
- The High End of Low (2009)
- Born Villain (2012)
- The Pale Emperor (2015)
- Heaven Upside Down (2017)
- We Are Chaos (2020)
- One Assassination Under God — Chapter 1 (2024)